# Roosevelt Island Bridge
De Roosevelt Island Bridge is een hefbrug in New York die Roosevelt Island over het oostelijk kanaal van de East River met Long Island City in Queens verbindt. De brug is de enige toegangsweg tot Roosevelt Island voor autoverkeer, openbaar vervoer niet meegerekend.
De bouw van de brug begon op 17 maart, 1952, en kostte $6.5 miljoen. De brug werd in 1955 geopend. Er werd in totaal meer dan 3000 ton staal gebruikt voor de bouw van de brug.

## Beschrijving van de brug
Beginnend op de hoek van Vernon Boulevard en 36e Avenue in Astoria, Queens, overbrugt de bijna 877 meter lange brug de East Channel van de East River op een hoogte van 12,2 meter. Wanneer de 127,4 meter lange, 1000 ton zware hef omhoog komt is er een 30,5 meter vrije doorgang voor de schepen. Het liftsysteem is voorzien van 48 kabels, elk van de kabels heeft een breekkracht van 200 ton en wordt in evenwicht gehouden door betonnen tegengewichten. De opritten van de brug zijn voorzien van wegen die naar een parkeergarage lopen. Een enkel voetgangerspad is ook aanwezig over de gehele lengte van de brug.
De brug wordt nog zelden geopend, gezien de grote meerderheid van het scheepsverkeer het westelijk kanaal ten opzichte van het eiland volgt. Uitzondering hierop is scheepsverkeer in september tijdens de inaugurale sessies van de jaarlijkse Algemene Vergadering van de Verenigde Naties wanneer heel wat staatshoofden en hoogwaardigheidsbekleders aanwezig zijn in het hoofdgebouw van de Verenigde Naties en om veiligheidsredenen alle scheepvaart op het westelijk kanaal wordt geblokkeerd.